# Верещак, Алексей Анатольевич
Алексе́й Анато́льевич Вереща́к (род. 12 февраля 1976, Тольятти, Куйбышевская область, СССР) — российский футболист, выступавший на позиции полузащитника. Выступал в Высших лигах России и Казахстана.

## Биография
Воспитанник тольяттинского клуба «Юника» (ДЮСШ № 6), первый тренер — Вадим Григорьевич Хаджиев. На взрослом уровне начал выступать в 1994 году в составе «Нефтяника» из Похвистнево в третьей лиге России.
В 1995 году присоединился к тольяттинской «Ладе», в первом сезоне сыграл лишь 4 матча, а его команда получила право на выход в Высшую лигу. Дебютный матч в высшей лиге сыграл 18 мая 1996 года против «Зенита», выйдя на замену на 77-й минуте вместо Алексея Бахарева. 24 августа 1996 года забил свой первый гол на высшем уровне в ворота московского «Спартака». В ходе сезона-1996 футболист принял участие в 18 матчах чемпионата и забил 1 гол, а его команда вылетела из высшей лиги, а затем и из Первой. В 1999 году вместе с командой стал победителем зонального турнира Второго дивизиона и его лучшим бомбардиром с 27 забитыми голами.
В 2001 году перешёл в «Шинник» и вместе с командой стал победителем турнира первого дивизиона. В следующем сезоне сыграл 5 матчей и забил 2 гола в высшем дивизионе, но уже в летнее трансферное окно покинул команду. В дальнейшем выступал в первом дивизионе за петербургское «Динамо», «Томь» и новокузнецкий «Металлург».
В 2009 году выступал в чемпионате Казахстана за «Кызылжар», выходил на поле в 12 матчах и забил один гол — в своём последнем матче за команду 26 июня 2009 года в ворота усть-каменогорского «Востока». В конце карьеры играл в командах второго дивизиона России. Завершил игровую карьеру в родном городе в возрасте 36 лет.
После завершения игровой карьеры работает тренером-преподавателем в Академии футбола имени Юрия Коноплева, также играет за ветеранские команды. В 2017 году в составе «Лады» стал обладателем Суперкубка Самарской области среди ветеранов.

## Достижения
- Победитель Первого дивизиона: 2001
- Серебряный призёр Первого дивизиона: 1995
- Бронзовый призёр Первого дивизиона: 2003
- Победитель Второго дивизиона (2): 1999 (зона «Поволжье»), 2007 (зона «Восток»)
- Серебряный призёр Второго дивизиона (2): 2006 (зона «Восток»), 2008 (зона «Урал-Поволжье»)

## Личная жизнь
Сыновья Богдан (род. 1998) и Платон (род. 2003) также занимаются футболом.